# Civrieux-d'Azergues
Pour les articles homonymes, voir Civrieux.
Civrieux-d'Azergues est une commune française située dans le département du Rhône, en région Auvergne-Rhône-Alpes.
Ses habitants s'appellent les Sévériennes et Sévériens.

## Géographie

### Localisation
La commune se trouve à environ 15 km à vol d'oiseau au nord-ouest de Lyon (18 km par la route).

### Communes limitrophes
Les communes limitrophes sont  Chazay-d'Azergues, Dommartin, Lozanne et Marcilly-d'Azergues.
|         | Chazay-d'Azergues   | Marcilly-d'Azergues |
| Lozanne | Civrieux-d'Azergues |                     |
|         | Dommartin           |                     |

### Hydrographie
La commune est bordée au nord par l'Azergues, affluent de la Saône. Deux ruisseaux traversent aussi la commune : le Semonet et le Maligneux, ils se rejoignent au centre du village sur la place des Ponts avant de se jeter dans l'Azergues au nord du village.

### Voies de communication et transports

#### Voies de communication
- La route départementale D 385 traverse le village, reliant la route départementale D 306 (anciennement route nationale 6) à l'est au village de Lozanne à l'ouest.
- La route départementale D 16 part du centre du village (place des Ponts) pour relier le village de Marcilly-d'Azergues au nord-est.

#### Transports en commun
- Civrieux d'Azergues est desservie par la ligne 118 des cars du Rhône :  Belleville-sur-Saône  / Villefranche-sur-Saône ↔ Lyon — Gare de Vaise
- La gare de Civrieux d'Azergues est située sur le territoire de la commune. Elle est desservie par la ligne de Paray-le-Monial à Givors-Canal. La ligne Lozanne - Lyon via Saint-Germain-au-Mont-d'Or traverse la commune côté plaine, mais sans point d'arrêt (gares les plus proches à Lozanne ou Marcilly-d'Azergues).

### Cavité naturelle
Sur le territoire de la commune, se situe une cavité naturelle parmi les plus longues du département du Rhône. Celle-ci est nommée la grotte de Civrieux d'Azergues et fait une longueur d'environ 25 mètres.

## Histoire

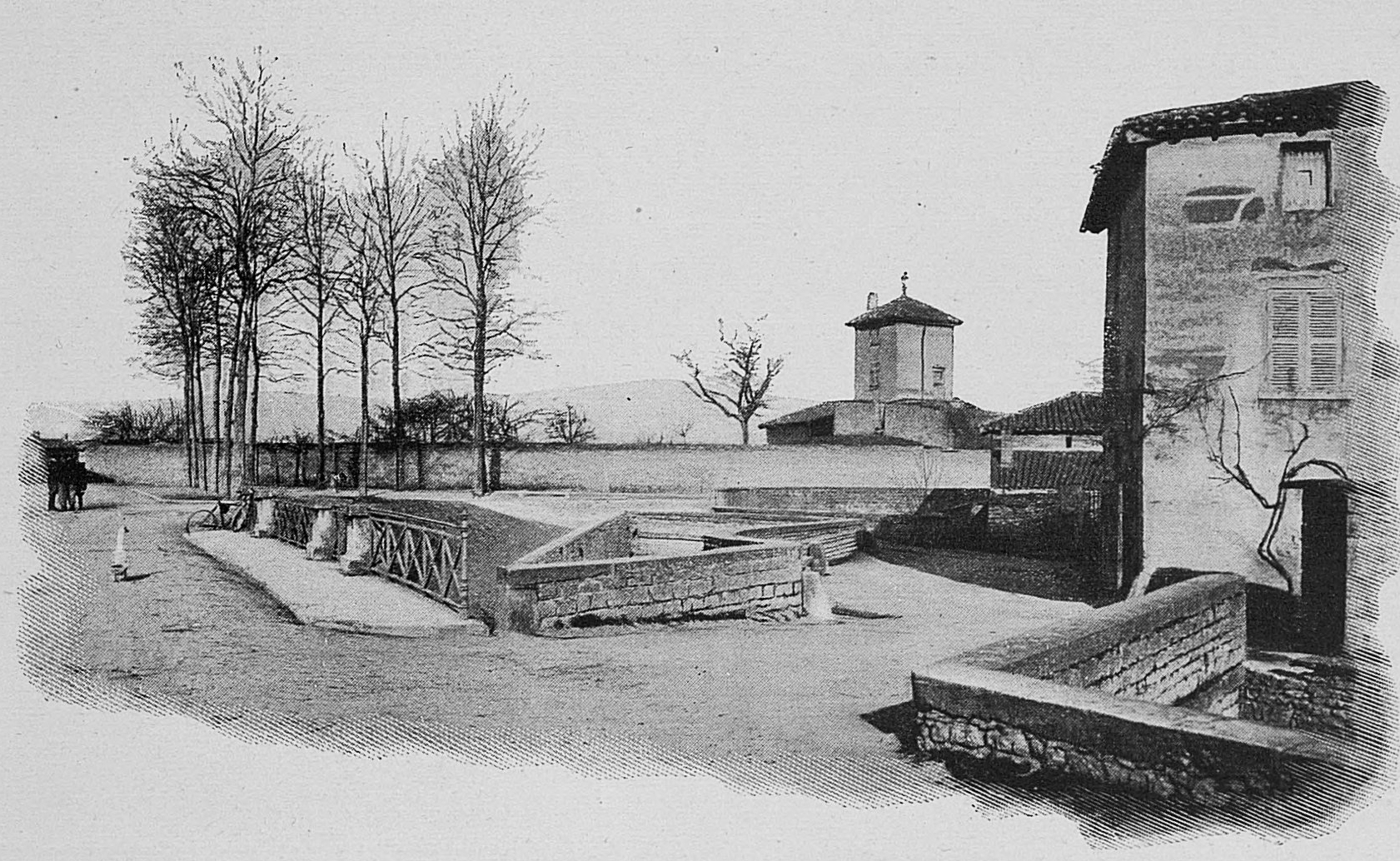
Les ponts au début du XXe siècle.

Le nom Civrieux provient du nom d'un légionnaire romain, Ceverrius ou Severius, ayant reçu ces terres comme récompense à ses services lors de la conquête de la Gaule par les Romains, d'où le terme « severiacus » (propriété de Sévère) qui sert d'étymologie à Sévériennes et Sévériens, nom des habitants de Civrieux.

## Politique et administration

### Administration municipale
| Période                                  | Période  | Identité              | Étiquette | Qualité       |
| ---------------------------------------- | -------- | --------------------- | --------- | ------------- |
| 1983                                     | 1995     | Maurice Gilardon      |           |               |
| 1995                                     | 2008     | Marielle Sigalas      |           |               |
| 2008                                     | 2014     | Jean-Luc Torrequadra  |           |               |
| 2014                                     | En cours | Marie-Pierre Teyssier | SE        | Infographiste |
| Les données manquantes sont à compléter. |          |                       |           |               |

### Intercommunalité
De 1994 à 2013, Civrieux d'Azergues fait partie de la communauté de communes des Monts d'Or-Azergues, puis Beaujolais-Pierres Dorées à partir de janvier 2014.

### Jumelages
- Corciano (Italie) ;
- Pentling (Allemagne).

Du jumelage avec Corciano est née une action solidaire en direction de Klina au Kosovo.

## Population et société

### Démographie
L'évolution du nombre d'habitants est connue à travers les recensements de la population effectués dans la commune depuis 1793. Pour les communes de moins de 10 000 habitants, une enquête de recensement portant sur toute la population est réalisée tous les cinq ans, les populations de référence des années intermédiaires étant quant à elles estimées par interpolation ou extrapolation. Pour la commune, le premier recensement exhaustif entrant dans le cadre du nouveau dispositif a été réalisé en 2007.

En 2022, la commune comptait 1 633 habitants, en évolution de +7,43 % par rapport à 2016 (Rhône : +3,93 %, France hors Mayotte : +2,11 %).
| 1793 | 1800 | 1806 | 1821 | 1831 | 1836 | 1841 | 1846 | 1851 |
| ---- | ---- | ---- | ---- | ---- | ---- | ---- | ---- | ---- |
| 304  | 294  | 409  | 395  | 404  | 389  | 404  | 390  | 432  |

| 1856 | 1861 | 1866 | 1872 | 1876 | 1881 | 1886 | 1891 | 1896 |
| ---- | ---- | ---- | ---- | ---- | ---- | ---- | ---- | ---- |
| 418  | 389  | 454  | 477  | 475  | 462  | 472  | 445  | 424  |

| 1901 | 1906 | 1911 | 1921 | 1926 | 1931 | 1936 | 1946 | 1954 |
| ---- | ---- | ---- | ---- | ---- | ---- | ---- | ---- | ---- |
| 435  | 410  | 414  | 363  | 398  | 401  | 359  | 402  | 450  |

| 1962 | 1968 | 1975 | 1982 | 1990  | 1999  | 2006  | 2007  | 2012  |
| ---- | ---- | ---- | ---- | ----- | ----- | ----- | ----- | ----- |
| 452  | 537  | 768  | 898  | 1 099 | 1 299 | 1 396 | 1 409 | 1 512 |

| 2017  | 2022  | - | - | - | - | - | - | - |
| ----- | ----- | - | - | - | - | - | - | - |
| 1 515 | 1 633 | - | - | - | - | - | - | - |

### Enseignement
La commune est située dans l'Académie de Lyon.
Elle administre une école maternelle et une école élémentaire communales, nommée Maurice Gilardon (en hommage à un ancien maire de la commune). La commune accueille aussi l'école privée Notre-Dame-de-Lourdes, qui comprend également un collège.
Le collège le plus proche dont dépendent les enfants de la commune, est situé à Chazay-d'Azergues. Le lycée public de secteur est le lycée La Martinière Duchère situé à Lyon dans le quartier de La Duchère. Pour ces deux établissements (collège et lycée), des transports scolaires réguliers par car sont assurés depuis le centre du village.

### Manifestations culturelles et festivités
Un festival de bandes dessinées faites des bulles en Azergues, basé sur des auteurs locaux (Berik, Chantelouve), a été créé en 2012.

### Sports
De nombreux clubs sportifs sont présents dans la commune regroupant les pratiquants du tennis (TCS), du handball, du futsal (FSCA), du tennis de table (CATT), de la danse et du fitness (BBCC), du sport automobile (Team synchros) et des jeux de boules.
Le groupement sportif de Civrieux (GSC) est chargé de promouvoir le sport sur la commune et la réglementation de la salle des sports.
Des associations sont aussi présentes pour les pratiquants de la chasse et de la pêche.

### Climat
Pour des articles plus généraux, voir Climat d'Auvergne-Rhône-Alpes et Climat du Rhône.
En 2010, le climat de la commune est de type climat océanique dégradé des plaines du Centre et du Nord, selon une étude du Centre national de la recherche scientifique s'appuyant sur une série de données couvrant la période 1971-2000. En 2020, Météo-France publie une typologie des climats de la France métropolitaine dans laquelle la commune est exposée à un climat de montagne ou de marges de montagne et est dans la région climatique  Nord-est du Massif Central, caractérisée par une pluviométrie annuelle de 800 à 1 200 mm, bien répartie dans l’année. 
Pour la période 1971-2000, la température annuelle moyenne est de 11,5 °C, avec une amplitude thermique annuelle de 17,7 °C. Le cumul annuel moyen de précipitations est de 806 mm, avec 9 jours de précipitations en janvier et 6,2 jours en juillet. Pour la période 1991-2020, la température moyenne annuelle observée sur la station météorologique de Météo-France la plus proche, « Le Breuil », sur la commune du Breuil à 10 km à vol d'oiseau, est de 11,6 °C et le cumul annuel moyen de précipitations est de 749,8 mm,. Pour l'avenir, les paramètres climatiques de la commune estimés pour 2050 selon différents scénarios d'émission de gaz à effet de serre sont consultables sur un site dédié publié par Météo-France en novembre 2022.

## Urbanisme

### Typologie
Au 1er janvier 2024, Civrieux-d'Azergues est catégorisée ceinture urbaine, selon la nouvelle grille communale de densité à sept niveaux définie par l'Insee en 2022.
Elle appartient à l'unité urbaine de Lyon, une agglomération inter-départementale regroupant 123  communes, dont elle est une commune de la banlieue,,. Par ailleurs la commune fait partie de l'aire d'attraction de Lyon, dont elle est une commune de la couronne,. Cette aire, qui regroupe 397 communes, est catégorisée dans les aires de 700 000 habitants ou plus (hors Paris),.

### Occupation des sols
L'occupation des sols de la commune, telle qu'elle ressort de la base de données européenne d’occupation biophysique des sols Corine Land Cover (CLC), est marquée par l'importance des territoires agricoles (53,6 % en 2018), en diminution par rapport à 1990 (55,5 %). La répartition détaillée en 2018 est la suivante : 
prairies (35,7 %), forêts (25,2 %), zones urbanisées (21,3 %), zones agricoles hétérogènes (17,9 %). L'évolution de l’occupation des sols de la commune et de ses infrastructures peut être observée sur les différentes représentations cartographiques du territoire : la carte de Cassini (XVIIIe siècle), la carte d'état-major (1820-1866) et les cartes ou photos aériennes de l'IGN pour la période actuelle (1950 à aujourd'hui).

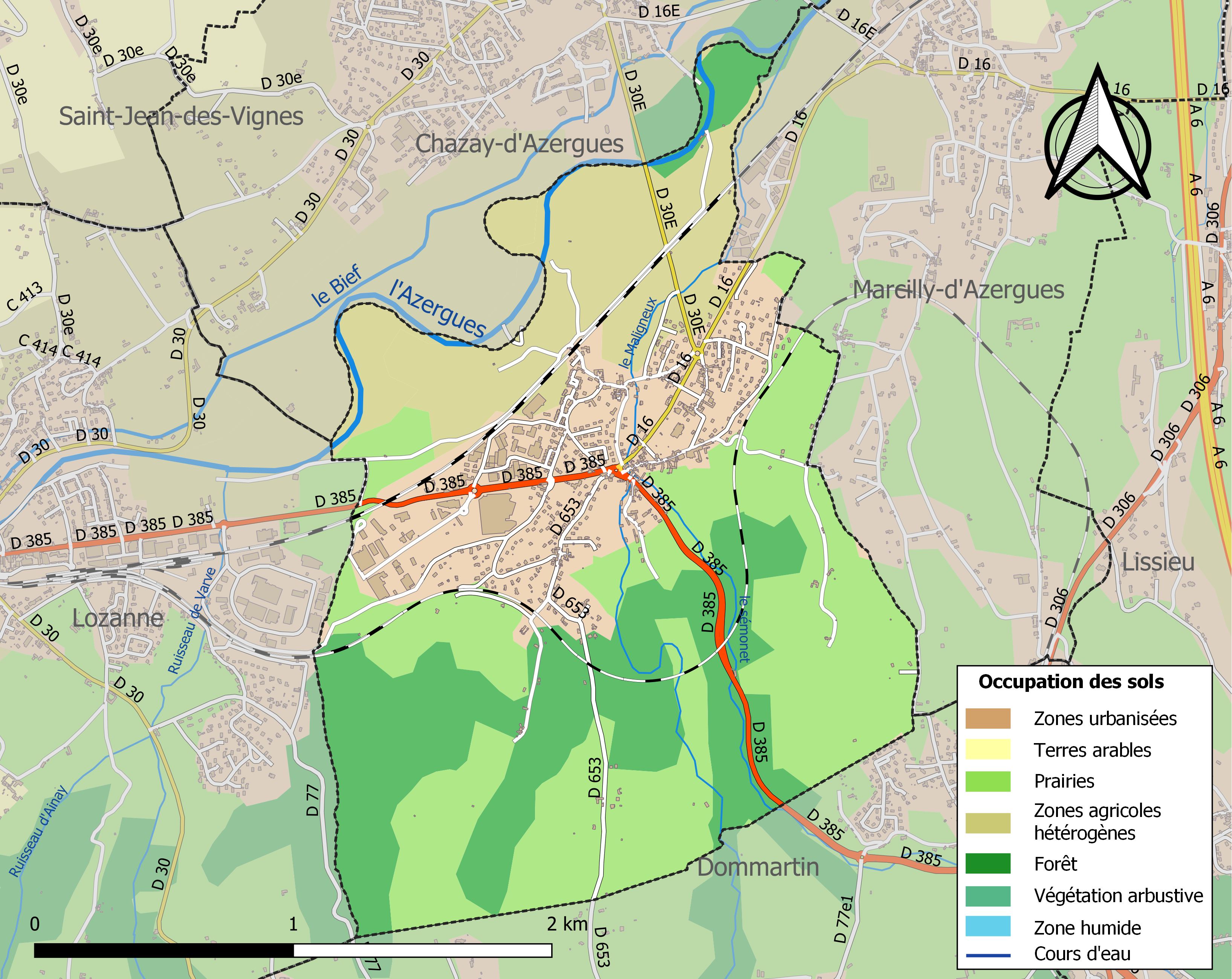
Carte des infrastructures et de l'occupation des sols de la commune en 2018 (CLC).

## Monuments
- L'église de Civrieux-d'Azergues.
- Le Jardin de Nous Deux[21], exemple d' « Art Brut » , créé par Charles Billy (1910–1991).

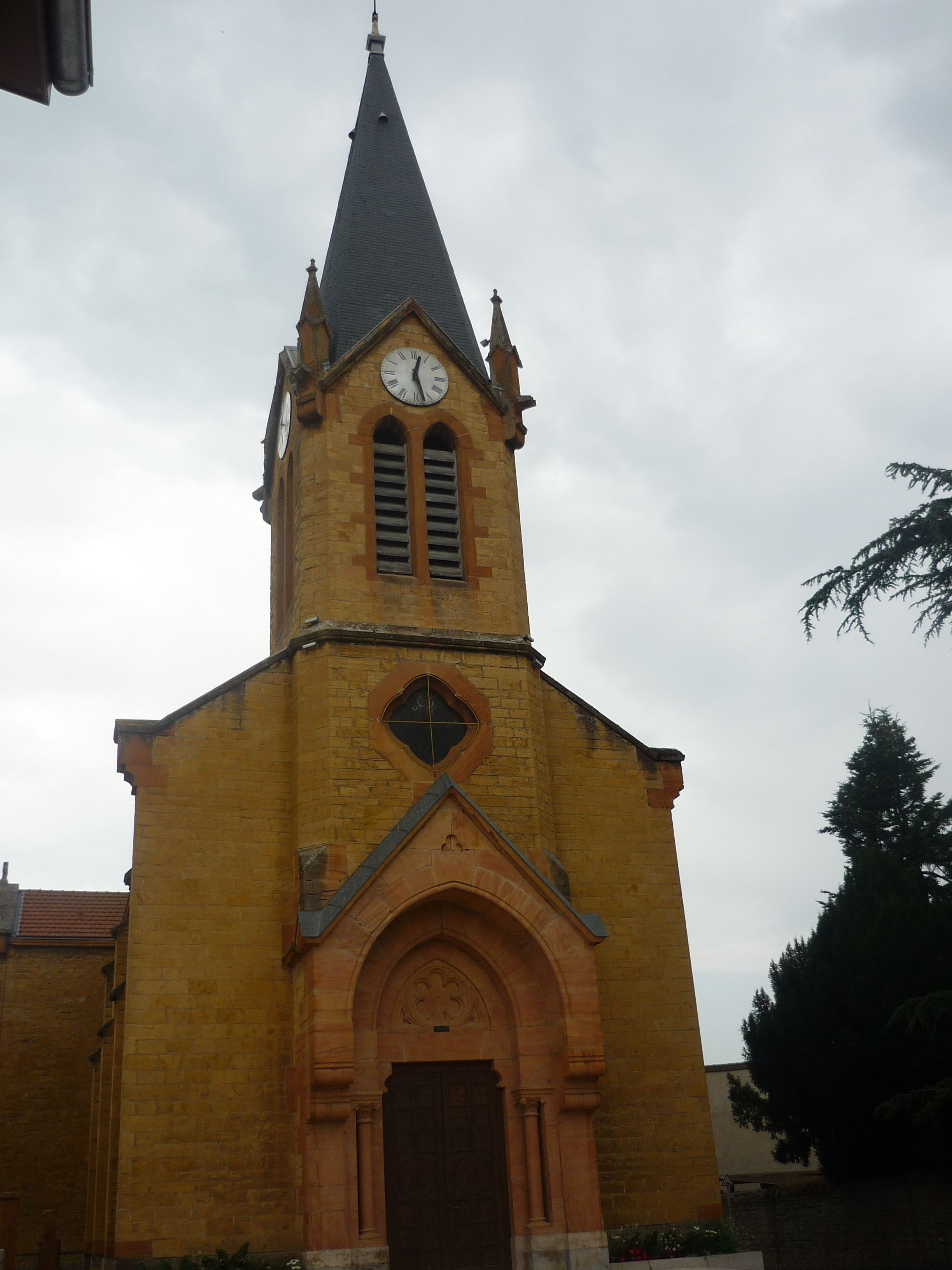
L'église.
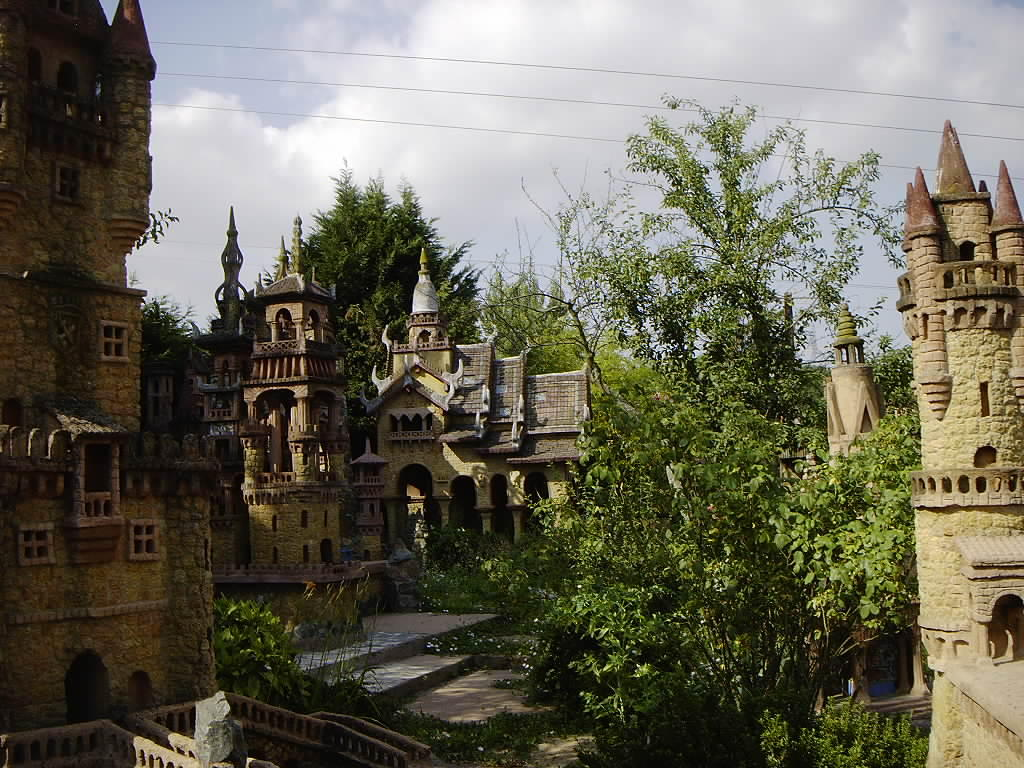
Le Jardin de Nous-Deux.
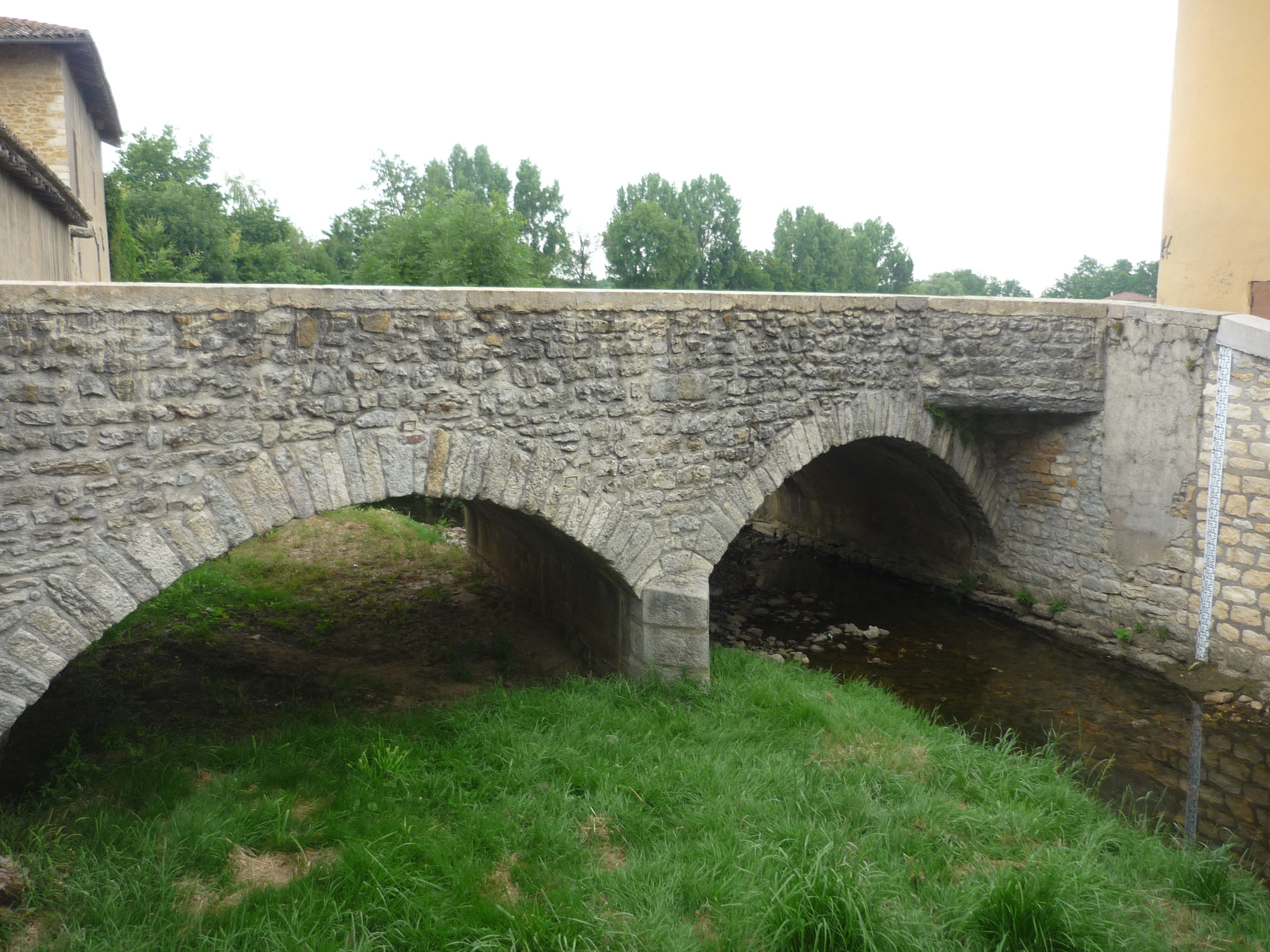
Le pont.
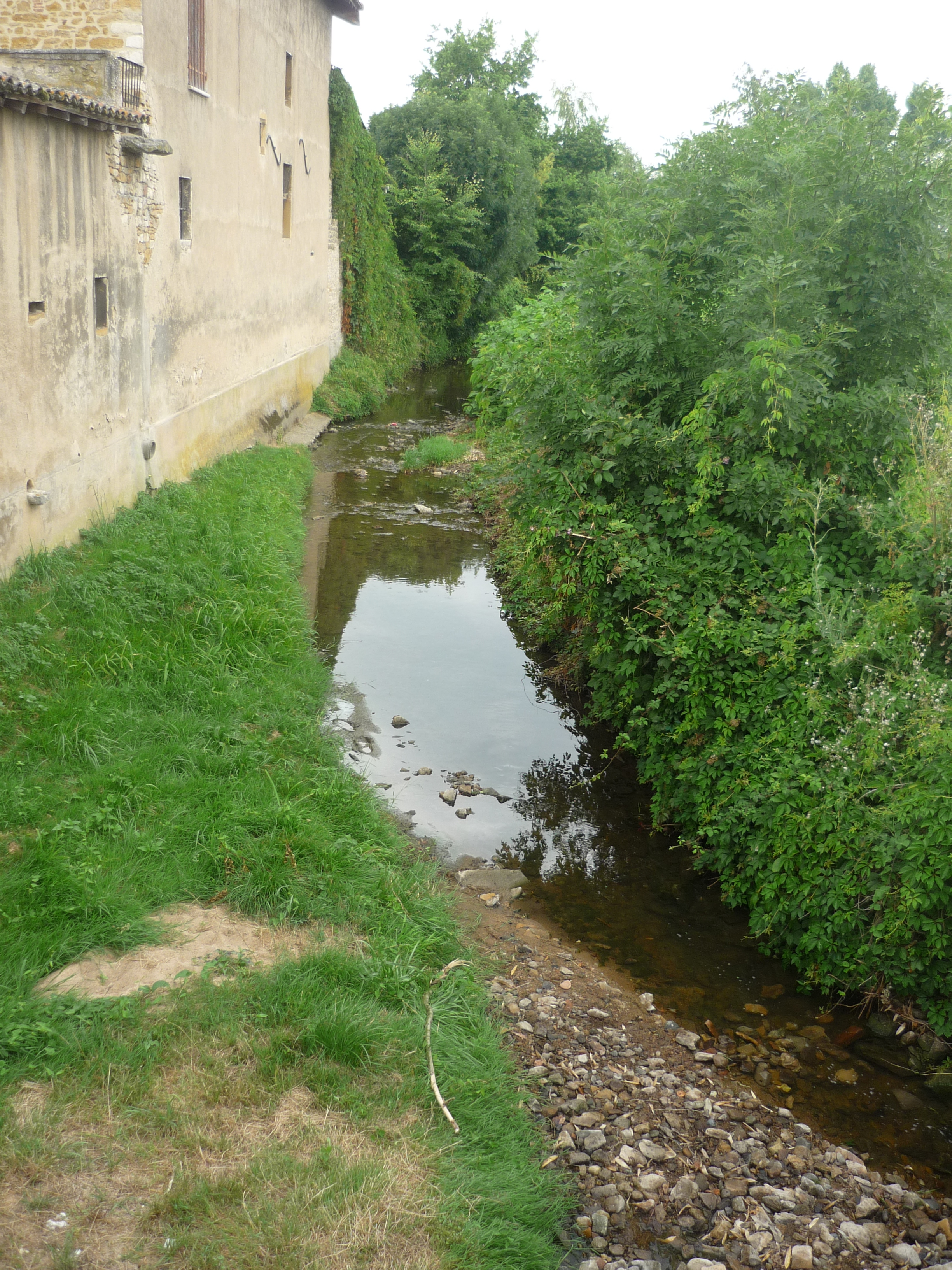
Le Maligneux.